# Scathophaga monticola
Scathophaga monticola är en tvåvingeart som först beskrevs av Malloch 1924.  Scathophaga monticola ingår i släktet Scathophaga och familjen kolvflugor. Inga underarter finns listade i Catalogue of Life.